# 요코하마 BLITZ

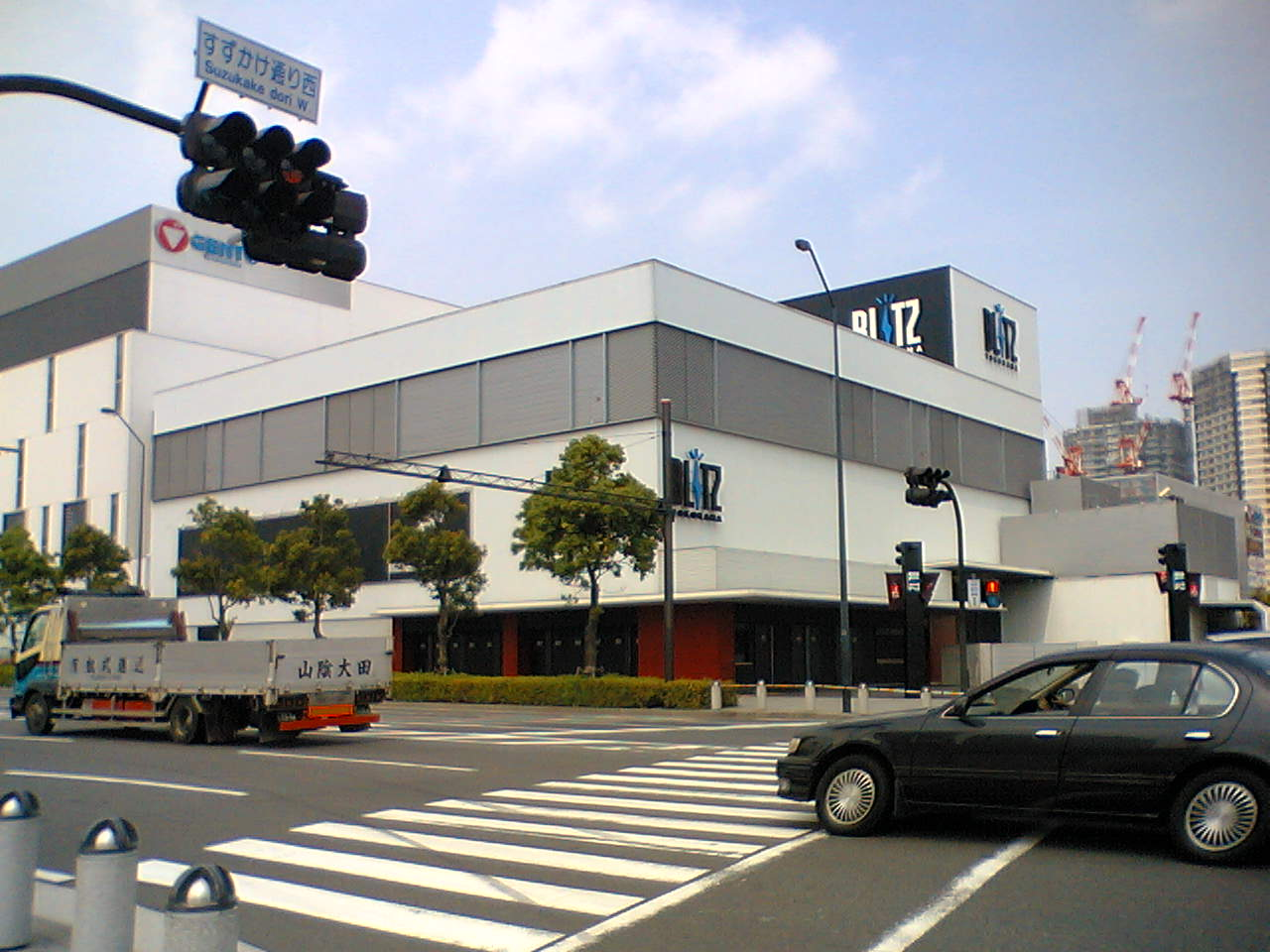
요코하마 BLITZ

요코하마 BLITZ(横浜BLITZ)는 가나가와현 요코하마시 니시구 미나토미라이 21에 있는 GENTO YOKOHAMA에 위치해있다. 주로 음악 라이브를 개최한다. 2004년 11월 14일 개관하였으며, TBS 텔레비전에서 운영한다. 수용 인원은 최대 1,700 명이다. 1층은은 스탠딩에서 1,400명, 자리에서 548명, 2층은 앉기에 300명 규모이다. 일본의 라이브 하우스에서 처음으로 서라운드 음향 시스템을 도입했다.

## 같이 보기
- 아카사카 BLITZ